# Даниел I фон дер Шуленбург
Даниел I фон дер Шуленбург (на немски: Daniel I von der Schulenburg; * 3 юни 1538; † 6 ноември 1594) е фрайхер от род „фон дер Шуленбург“ от клон „Бялата линия“.

## Произход
Той е най-малкият син на граф Матиас III фон дер Шуленбург († 1542, битка при Пеща, Унгария) и втората му съпруга Анна фон Венкщерн († 1575), дъщеря на Йоахим фон Венкщерн и Армгард фон Росов.

## Фамилия
Даниел I фон дер Шуленбург се жени 1570 г. за Еренгард (Армгард) фон Алтен (* пр. 1538; † сл. 1611), дъщеря на Кристоф фон Алтен († 1538) и Магдалена фон Крам (1514 – 1599). Те имат 5 деца:
- Анна († сл. 1594), омъжена за Ото фон Реден
- Катарина
- Матиас V фон дер Шуленбург (* 14 ноември 1578; † 17 януари 1656), фрайхер, женен 1609 г. за Маргарета Шенк фон Флехтинген (* 21 юни 1571; † 11 септември 1636); има 17 деца
- Хенинг III фон дер Шуленбург (* 1587, Тангерн; † 1637), женен на 25 юни 1611 г. за Катарина Шенк фон Флехтинген († сл. 1638), сестра на Маргарета, съпругата на брат му, дъщеря на Вернер Шенк фон Флехтинген и Сабина фон Бредов; има 10 деца
- Кристоф